# Фабрички метод (пројектни узорак)
Фабрички метод је објектно-оријентисани пројектни узорак. Као и остали пројектни узорци креирања, бави се проблемима креирања објеката без навођења конкретне класе објекта који се креира. Фабрички метод решава овај проблем тако што дефинише посебну методу за креирање објеката, коју онда поткласе преклапају да одреде тачан подтип објекта (тј. изведену класу) који ће бити креиран. Општије, фабрички метод се често користи да означи било коју методу чија је основна сврха креирање објеката.

## Дефиниција
Суштина фабричког метода је да „дефинише интерфејс за креирање објеката, али да остави поткласама да одлуче чије објекте креирају. Фабрички метод допушта класи да делегира стварање објекта поткласи.“

## Честе употребе
Фабрички метод се често користи у радним оквирима (енгл. frameworks) где кôд радног оквира треба да креира објекте којима је познат само надтип (који дефинише радни оквир), али не и конкретни подтип објекта који дефинише клијентски кôд који користи овај радни оквир.
Паралелне класе хијерархија често захтевају да објекти једне хијерархије креирају објеке из друге хијерархије.
Фабрички методи се често користе у test-driven развоју да би се класе лакше тестирале.

Претпоставимо да постоји класа Foo која креира други објекат класе Dangerous који се не може аутоматизовано тестирати јединичним тестовима (нпр. комуницира са продукционом базом). Тада се креирање објекта Dangerous ставља у виртуелну фабричку методу createDangerous() у класу Foo. За тестирање, прави се класа TestFoo са преклопљеном методом createDangerous() која креира и враћа лажни објекат FakeDangerous. Јединични тестови сада користе TestFoo да тестирају функционалност коју даје класа Foo без опасности и споредних ефеката који би настали да се користи објекат Dangerous.

## Остале предности и варијанте
Иако је основна мотивација фабричког метода да дозволи поткласама да одлуче тип објекта које креирају, постоје и остале предности коришћења фабричког метода, од којих многе не зависе од наслеђивања класа. Отуда, честе се дефинишу „фабрички методи“ који уопште нису полиморфни и који служе за креирање објеката, а само да би се добиле ове остале предности. Такви методи су обично статички.

### Описна имена
Фабрички метод може имати јасно име. Проблем је што у многим објектно-оријентисаним језицима, конструктор мора имати исто име као и класа у којој се налази, а то некад може довести до вишезначности ако постоји више од једног начина да се креира објекат. Фабрички методи немају оваква ограничења и могу имати описна имена. Као пример, када се комплексни бројеви креирају од два реална броја, та два броја могу да представљају или картезијанске или поларне координате, али коришћењем фабричке методе, значење је јасно (следећи примери су написани у програмском језику Јава):
```
class
 
Complex

{

     
public
 
static
 
Complex
 
fromCartesian
(
double
 
real
,
 
double
 
imag
)
 
{

         
return
 
new
 
Complex
(
real
,
 
imag
);

     
}

 

     
public
 
static
 
Complex
 
fromPolar
(
double
 
modulus
,
 
double
 
angle
)
 
{

         
return
 
new
 
Complex
(
modulus
 
*
 
cos
(
angle
),
 
modulus
 
*
 
sin
(
angle
));

     
}

  

     
private
 
Complex
(
double
 
a
,
 
double
 
b
)
 
{

         
//...

     
}

}

  

 
Complex
 
c
 
=
 
Complex
.
fromPolar
(
1
,
 
pi
);
 
// Isto kao i fromCartesian(-1, 0)

```

Када се фабрички методи користе да се овако разреше вишезначности, обично се конструктори стављају да буду приватни да би се на тај начин клијенти приморали да користе фабричке методе.

### Енкапсулација
Фабрички методи енкапсулирају креирање објеката.
Ово може бити корисно када је процес креирања објекта јако сложен (нпр. зависи од подешавања у конфигурационим датотекама или од корисничког уноса).
Размотрићемо пример програма који чита слике и од њих прави мање сличице.
Програм подржава различите формате слика, представљене са по једном класом за читање сваког од формата:
```
public
 
interface
 
ImageReader
 
{

    
public
 
DecodedImage
 
getDecodedImage
;

}

 

public
 
class
 
GifReader
 
implements
 
ImageReader
 
{

    
public
 
DecodedImage
 
getDecodedImage

 
{

        
return
 
decodedImage
;

    
}

}

 

public
 
class
 
JpegReader
 
implements
 
ImageReader
 
{

    
// ....

}

```

Сваки пут када програм прочита слику, мора да, на основу неких информација из датотеке, креира читача за одговарајући формат. Ова логика се може енкапсулирати у фабрички метод:
```
public
 
class
 
ImageReaderFactory
 
{

    
public
 
static
 
ImageReader
 
getImageReader
(
InputStream
 
is
)
 
{

        
int
 
imageType
 
=
 
determineImageType
(
is
);

        
switch
(
imageType
)
 
{

            
case
 
ImageReaderFactory
.
GIF
:

                
return
 
new
 
GifReader
(
is
);

            
case
 
ImageReaderFactory
.
JPEG
:

                
return
 
new
 
JpegReader
(
is
);

            
// etc.

        
}

    
}

}

```

Исечак кôда из претходног примера користи наредбу switch да споји формат слике са одговорајућом фабриком објеката. Исто тако се могао користити и неки вид мапирања, при чему би се наредба switch заменила са асоцијативним низом чији су индекси формати слике, а чланови фабрике објеката.

### Ограничења
Постоје три ограничења везана за коришћење фабричког метода. Први је везан за рефакторисање постојећег кôда, а друга два за наслеђивање.
- Прво ограничење је да рефакторисање постојеће класе, да би користила фабрике, нарушава постојеће клијенте те класе. На пример, да је класа Complex нека постојећа стандардна класа, имала би бројне клијенте који је користе на следећи начин:

```
Complex
 
c
 
=
 
new
 
Complex
(
-
1
,
 
0
);

```

Онда када схватимо да нам требају две различите фабрике, изменићемо класу као у кôду приказаном изнад. Међутим, пошто су нам сада конструктори приватни, постојећи кôд више не може да се компајлира.
- Друго ограничење је да, пошто се овај пројектни узорак ослања на коришћење приватних конструктора, од класе која садржи овај узорак не може да се изведе нова класа. Свака класа мора да позове наслеђени конструктор, али ово се не може извести пошто је конструктор приватан.

- Треће ограничење је да, ако и наследимо класу (нпр. стављањем да је конструктор заштићен -- опасно, али могуће), свака поткласа мора да обезбеди сопствене имплементације свих фабричких метода са истоветним потписима тих метода. На пример, ако је класа StrangeComplex изведена из класе Complex, онда уколико класа StrangeComplex не обезбеди своје имплементације свих фабричких метода, позивом StrangeComplex.fromPolar(1, pi) ће се добити инстанца класе Complex (надкласе) уместо очекиване инстанце поткласе.

Сва три проблема се могу избећи када би се програмски језици тако изменили да фабрике постану првокласни чланови језика.

## Примери

### Јава
```
abstract
 
class
 
Pizza
 
{

    
public
 
abstract
 
int
 
getPrice
;
 
// uzima cenu

}

class
 
HamAndMushroomPizza
 
extends
 
Pizza
 
{

    
public
 
int
 
getPrice

 
{

        
return
 
850
;

    
}

}

class
 
DeluxePizza
 
extends
 
Pizza
 
{

    
public
 
int
 
getPrice

 
{

        
return
 
1050
;

    
}

}

class
 
HawaiianPizza
 
extends
 
Pizza
 
{

    
public
 
int
 
getPrice

 
{

        
return
 
1150
;

    
}

}

class
 
PizzaFactory
 
{

    
public
 
enum
 
PizzaType
 
{

        
HamMushroom
,

        
Deluxe
,

        
Hawaiian

    
}

    
public
 
static
 
Pizza
 
createPizza
(
PizzaType
 
pizzaType
)
 
{

        
switch
 
(
pizzaType
)
 
{

            
case
 
HamMushroom
:

                
return
 
new
 
HamAndMushroomPizza
;

            
case
 
Deluxe
:

                
return
 
new
 
DeluxePizza
;

            
case
 
Hawaiian
:

                
return
 
new
 
HawaiianPizza
;

        
}

        
throw
 
new
 
IllegalArgumentException
(
"Tip pice "
 
+
 
pizzaType
 
+
 
" nije prepoznat."
);

    
}

}

class
 
PizzaLover
 
{

    
/*

     * Pravi sve dostupne pice i ispisuje njihove cene

     */

    
public
 
static
 
void
 
main
 
(
String
 
args
[]
)
 
{

        
for
 
(
PizzaFactory
.
PizzaType
 
pizzaType
 
:
 
PizzaFactory
.
PizzaType
.
values
)
 
{

            
System
.
out
.
println
(
"Cena pice "
 
+
 
pizzaType
 
+
 
" je "
 
+
 
PizzaFactory
.
createPizza
(
pizzaType
).
getPrice
);

        
}

    
}

}

// Izlaz:

// Cena pice HamMushroom je 850

// Cena pice Deluxe je 1050

// Cena pice Hawaiian je 1150

```

### C#
```
public
 
interface
 
IPizza

{

    
decimal
 
Price
 
{
 
get
;
 
}

}

public
 
class
 
HamAndMushroomPizza
 
:
 
IPizza

{

    
decimal
 
IPizza
.
Price

    
{

        
get

        
{

            
return
 
8.5
m
;

        
}

    
}

}

public
 
class
 
DeluxePizza
 
:
 
IPizza

{

    
decimal
 
IPizza
.
Price

    
{

        
get

        
{

            
return
 
10.5
m
;

        
}

    
}

}

public
 
class
 
HawaiianPizza
 
:
 
IPizza

{

    
decimal
 
IPizza
.
Price

    
{

        
get

        
{

            
return
 
11.5
m
;

        
}

    
}

}

public
 
class
 
PizzaFactory

{

    
public
 
enum
 
PizzaType

    
{

        
HamMushroom
,

        
Deluxe
,

        
Hawaiian

    
}

    
public
 
static
 
IPizza
 
CreatePizza
(
PizzaType
 
pizzaType
)

    
{

        
IPizza
 
ret
 
=
 
null
;

        
switch
 
(
pizzaType
)

        
{

            
case
 
PizzaType
.
HamMushroom
:

                
ret
 
=
 
new
 
HamAndMushroomPizza
;

                
break
;

            
case
 
PizzaType
.
Deluxe
:

                
ret
 
=
 
new
 
DeluxePizza
;

                
break
;

            
case
 
PizzaType
.
Hawaiian
:

                
ret
 
=
 
new
 
HawaiianPizza
;

                
break
;

            
default
:

                
throw
 
new
 
ArgumentException
(
"Tip pice "
 
+
 
pizzaType
 
+
 
" nije prepoznat."
);

        
}

        
return
 
ret
;

    
}

}

public
 
class
 
PizzaLover

{

    
public
 
static
 
void
 
Main
(
string
[]
 
args
)

    
{

        
Dictionary
<
PizzaFactory
.
PizzaType
,
 
IPizza
>
 
pizzas
 
=
 
new
 
Dictionary
<
PizzaFactory
.
PizzaType
,
 
IPizza
>
;

        

        
foreach
 
(
PizzaFactory
.
PizzaType
 
pizzaType
 
in
 
Enum
.
GetValues
(
typeof
(
PizzaFactory
.
PizzaType
)))

        
{

            
pizzas
.
Add
(
pizzaType
,
 
PizzaFactory
.
CreatePizza
(
pizzaType
));

        
}

        

        
foreach
 
(
PizzaFactory
.
PizzaType
 
pizzaType
 
in
 
pizzas
.
Keys
)

        
{

            
System
.
Console
.
WriteLine
(
"Cena pice {0} je {1}"
,
 
pizzaType
,
 
pizzas
[
pizzaType
].
Price
);

        
}

    
}

}

// Izlaz:

// Cena pice HamMushroom je 8.5

// Cena pice Deluxe je 10.5

// Cena pice Hawaiian je 11.5

```

### Пајтон
```
#

# Pica

#

class
 
Pizza
:

    
def
 
__init__
(
self
):

        
self
.
price
 
=
 
None

    
    
def
 
get_price
(
self
):

        
return
 
self
.
price

        

class
 
HamAndMushroomPizza
(
Pizza
):

    
def
 
__init__
(
self
):

        
self
.
price
 
=
 
8.5

    

class
 
DeluxePizza
(
Pizza
):

    
def
 
__init__
(
self
):

        
self
.
price
 
=
 
10.5

  

class
 
HawaiianPizza
(
Pizza
):

    
def
 
__init__
(
self
):

        
self
.
price
 
=
 
11.5

#

# Fabrika pica

#

class
 
PizzaFactory
:

    
@staticmethod

    
def
 
create_pizza
(
pizza_type
):

        
if
 
pizza_type
 
==
 
'HamMushroom'
:

            
return
 
HamAndMushroomPizza


        
elif
 
pizza_type
 
==
 
'Deluxe'
:

            
return
 
DeluxePizza


        
elif
 
pizza_type
 
==
 
'Hawaiian'
:

            
return
 
HawaiianPizza


 

if
 
__name__
 
==
 
'__main__'
:

    
for
 
pizza_type
 
in
 
(
'HamMushroom'
,
 
'Deluxe'
,
 
'Hawaiian'
):

        
print
 
'Cena pice 
{0}
 je 
{1}
'
.
format
(
pizza_type
,
 
PizzaFactory
.
create_pizza
(
pizza_type
)
.
get_price
)

```

### PHP
```
<?php

abstract
 
class
 
Pizza

{

    
protected
 
$_price
;

    
public
 
function
 
getPrice


    
{

        
return
 
$this
->
_price
;

    
}

}

 

class
 
HamAndMushroomPizza
 
extends
 
Pizza

{

    
protected
 
$_price
 
=
 
8.5
;

}

 

class
 
DeluxePizza
 
extends
 
Pizza

{

    
protected
 
$_price
 
=
 
10.5
;

}

 

class
 
HawaiianPizza
 
extends
 
Pizza

{

    
protected
 
$_price
 
=
 
11.5
;

}

 

class
 
PizzaFactory

{

    
public
 
static
 
function
 
createPizza
(
$type
)

    
{

        
$baseClass
 
=
 
'Pizza'
;

        
$targetClass
 
=
 
ucfirst
(
$type
)
.
$baseClass
;

        
        
if
 
(
class_exists
(
$targetClass
)
 
&&
 
is_subclass_of
(
$targetClass
,
 
$baseClass
))

            
return
 
new
 
$targetClass
;

        
else

            
throw
 
new
 
Exception
(
"Tip pice nije prepoznat."
);

    
}

}

$pizzas
 
=
 
array
(
'HamAndMushroom'
,
'Deluxe'
,
'Hawaiian'
);

foreach
(
$pizzas
 
as
 
$p
)
 
{

    
printf
(

        
"Cena pice %s je %01.2f"
.
PHP_EOL
 
,

        
$p
 
,

        
PizzaFactory
::
createPizza
(
$p
)
->
getPrice


    
);

}

// Izlaz:

// Cena pice HamMushroom je 8.50

// Cena pice Deluxe je 10.50

// Cena pice Hawaiian je 11.50

?>

```

## Коришћења
- У ADO.NET компонентама, (језик: енглески) је пример коришћења фабричког метода који повезује паралелне хијерархије класа.
- У Qt апликативном интерфејсу, (језик: енглески) је фабричка метода декларисана у радном оквиру која се може преклопити у клијентском кôду.
- У Јави, у пакету  Архивирано на веб-сајту  (6. август 2009)(језик: енглески) се користи неколико фабрика, нпр. javax.xml.parsers.DocumentBuilderFactory или javax.xml.parsers.SAXParserFactory.